# British Independent Film Awards 2008

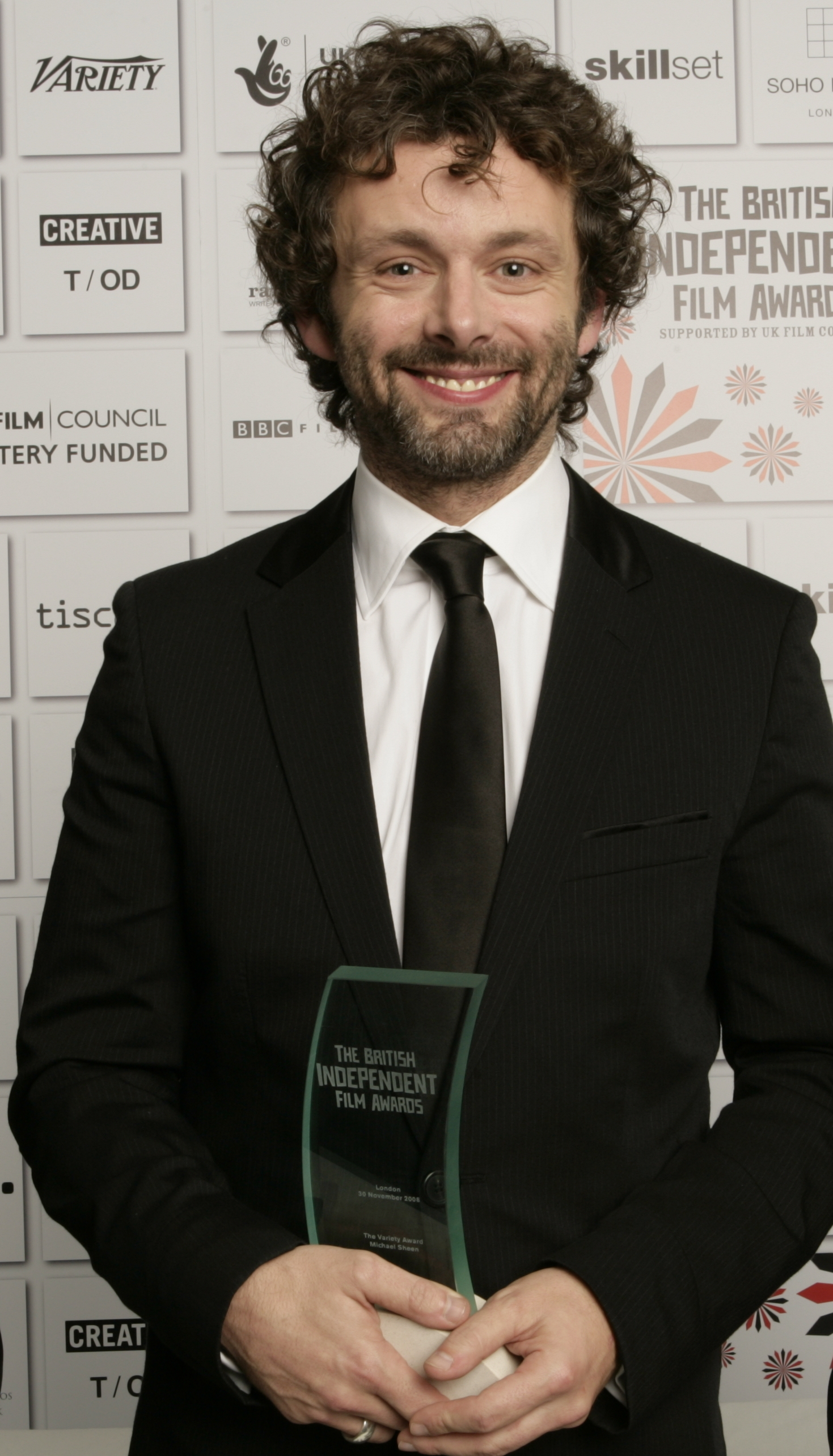
Michael Sheen, Gewinner des Variety Awards 2008

Die 11. Verleihung der British Independent Film Awards (BIFA) fand am 30. November 2008 im Old Billingsgate in London statt.
Gewinner des Abends war das Filmdrama Slumdog Millionär, das mit drei Preisen ausgezeichnet wurde. Neben dem Preis für den besten Film erhielt Danny Boyle die Auszeichnung als bester Regisseur und Dev Patel für seine Darstellung des Straßenjungen Jamal den Preis für den besten Newcomer.
Colin Farrells Komödie Brügge sehen… und sterben? konnte trotz sieben Nominierungen nur den Preis für das beste Drehbuch gewinnen.
Die Veranstaltung wurde erneut von James Nesbitt moderiert, der im Jahr 2002 für seine Darstellung des nordirischen Politikers Ivan Cooper in Paul Greengrass’ Filmdrama Bloody Sunday einen Award erhalten hatte.

## Jury
- Simon Relph, Produzent als Vorsitzender
- Anne Marie Duff, Schauspielerin
- Eva Birthistle, Schauspielerin
- Mark Strong, Schauspieler
- Christopher Simpson, Schauspieler
- Joe Wright, Regisseur
- Paul Andrew Williams, Regisseur
- Abi Morgan, Drehbuchautor
- David Lawson, Produzent (Smoking Dogs Films)
- Gina Carter, Produzentin (Sprout Pictures)
- Cat Villiers, Produzentin
- Xavier Marchand von Alliance Films
- Shaheen Baig, Casting Director
- Tor Belfrage, Managing Director von Julian Belfrage Associates
- Col Needham, Gründer und Managing Director IMDb
- Rankin Director, Publisher and Fotograf

## Nominierungen und Preise
| Preis                                | Originalbezeichnung                                          | Nominierungen | Preisträger        |
| ------------------------------------ | ------------------------------------------------------------ | --- | ------------------ |
| Bester britischer Independentfilm    | Best British Independent Film                                | - Hunger - Brügge sehen… und sterben? - Man on Wire - Slumdog Millionär - Somers Town | Slumdog Millionär  |
| Bester ausländischer Independentfilm | Best Foreign Independent Film                                | - Gomorrah - I’ve Loved You So Long - Persepolis - The Diving Bell and The Butterfly - Waltz with Bashir                                                                                                | Waltz with Bashir  |
| Beste britische Dokumentation        | Best British Documentary                                     | - A Complete History of My Sexual Failures - Derek - Man on Wire - Of Time and The City - Three Miles North Of Molkom                                                                                   | Man on Wire        |
| Bester britischer Kurzfilm           | Best British Short Film                                      | - Alex And Her Arse Truck - Gone Fishing - Love Does Grow On Trees - Red Sands - Soft | Soft               |
| Bester Schauspieler                  | Best Performance by an Actor in a British Independent Film   | - Michael Fassbender in Hunger - Brendan Gleeson in Brügge sehen… und sterben? - Colin Farrell in Brügge sehen… und sterben? - Riz Ahmed in Shifty - Thomas Turgoose in Somers Town                     | Michael Fassbender |
| Beste Schauspielerin                 | Best Performance by an Actress in a British Independent Film | - Kelly Reilly in Eden Lake - Sally Hawkins in Happy-Go-Lucky - Vera Farmiga in The Boy in the Striped Pyjamas - Samantha Morton in The Daisy Chain - Keira Knightley in The Duchess                    | Vera Farmiga       |
| Bester Nebendarsteller               | Best Supporting Actor in a British Independent Film          | - Eddie Marsan in Happy-Go-Lucky - Liam Cunningham in Hunger - Ralph Fiennes in Brügge sehen… und sterben? - Daniel Mays in Shifty - Ralph Fiennes in The Duchess                                       | Eddie Marsan       |
| Beste Nebendarstellerin              | Best Supporting Actress in a British Independent Film        | - Emma Thompson in Brideshead Revisited - Kristin Scott Thomas in Easy Virtue - Alexis Zegerman in Happy-Go-Lucky - Hayley Atwell in The Duchess - Sienna Miller in The Edge of Love                    | Alexis Zegerma     |
| Beste Regie                          | Best Director of a British Independent Film                  | - Steve McQueen für Hunger - Danny Boyle für Slumdog Millionär - Shane Meadows für Somers Town - Garth Jennings für Son of Rambow - Mark Herman für The Boy in the Striped Pyjamas                      | Danny Boyle        |
| Douglas Hickox Award                 | The Douglas Hickox Award                                     | - James Watkins for Eden Lake - Steve McQueen für Hunger - Martin McDonagh für Brügge sehen… und sterben? - Eran Creevy für Shifty - Rupert Wyatt für The Escapist                                      | Steve McQueen      |
| Bester Newcomer                      | Most Promising Newcomer                                      | - Ayush Mahesh Khedekar für Slumdog Millionaire - Dev Patel für Slumdog Millionär - Bill Milner für Son of Rambow - Will Poulter für Son of Rambow - Asa Butterfield für The Boy in the Striped Pyjamas | Dev Patel          |
| Bestes Drehbuch                      | Best Screenplay                                              | - Steve McQueen und Enda Walsh für Hunger - Martin McDonagh für Brügge sehen… und sterben? - Simon Beaufoy für Slumdog Millionär - Paul Fraser für Somers Town - Garth Jennings für Son of Rambow       | Martin McDonagh    |
| Beste Produktion                     | Best Achievement In Production                               | - Hush - Shifty - Telstar - The Daisy Chain - The Escapist | The Escapist       |
| Beste Technik                        | Best Technical Achievement                                   | - Sean Bobbitt für Hunger - Jon Gregory für Brügge sehen… und sterben? - Harry Escott und Molly Nyman für Shifty - Anthony Dod Mantle für Slumdog Millionär - Michael O’Connor für The Duchess          | Sean Bobbitt       |
| The Raindance Award                  | The Raindance Award                                          | - Clubbed - Flick - One Day Removals - Zebra Crossings | Zebra Crossings    |

Weitere Preise
- Richards Harris Award für David Thewlis
- Spezialpreis der Jury Joe Dunton
- The Variety Award für Michael Sheen